# Giacomo Falconetti
Giacomo Falconetti (Siena, 21 giugno 1656 – Scarlino, 29 aprile 1710) è stato un vescovo cattolico italiano.

## Biografia
Nato a Siena il 21 giugno 1656, entrò nell'Ordine dei frati predicatori (O.P.) all'età di sedici anni e fu ordinato presbitero il 27 maggio 1679. Fu priore del convento di Santa Maria Novella a Firenze.
Il 15 gennaio 1703 venne nominato vescovo di Grosseto e prese possesso della diocesi il 7 febbraio seguente dopo avere lasciato l'incarico fiorentino. Falconetti, rispetto ai prelati che lo precedettero, si distinse per un'attività pastorale e diocesana partecipe e capillare, convocando per due volte il sinodo diocesano, il primo il 21 e 22 aprile 1705, e il secondo il 22 e 23 aprile 1709; le relazioni di entrambi i sinodi furono poi stampate a Firenze. Nel 1707 aumentò il capitolo della cattedrale di Grosseto di due canonicati, adempiendo alle disposizioni del grossetano Antonio Paglialunga. Fece pressioni al granduca Cosimo III de' Medici per erigere per la prima volta un seminario vescovile a Grosseto: vi riuscì, seppure con molta fatica – come è rilevato dagli atti vescovili del 1708 e 1709 – ma il seminario non ebbe vita lunga e fu chiuso nel 1716.
Morì a Scarlino il 29 aprile 1710 mentre stava effettuando una nuova visita pastorale della diocesi.

## Genealogia episcopale
La genealogia episcopale è:
- Cardinale Sperello Sperelli
- Vescovo Giacomo Falconetti, O.P.